# Campionati norvegesi di sci alpino 2022
I Campionati norvegesi di sci alpino 2022 si sono svolti a Hemsedal e a Narvik dal 1º al 26 aprile; il programma ha incluso gare di discesa libera, supergigante, slalom gigante, slalom speciale e combinata, sia maschili sia femminili. 
Trattandosi di competizioni valide anche ai fini del punteggio FIS, vi hanno potuto partecipare anche sciatori di altre federazioni, senza che questo consentisse loro di concorrere al titolo nazionale norvegese. 

## Risultati

### Uomini

#### Discesa libera
| Pos. | Atleta                   | Nazione   | Tempo   |
| ---- | ------------------------ | --------- | ------- |
| 1    | Henrik Røa               | Norvegia  | 1:44,79 |
| 2    | Aleksander Aamodt Kilde  | Norvegia  | 1:45,17 |
| 3    | Markus Nordgård Fossland | Norvegia  | 1:45,82 |
| 4    | Fredrik Møller           | Norvegia  | 1:46,47 |
| 5    | Emil Nyberg              | Svezia    | 1:47,18 |
| 6    | Rasmus Windingstad       | Norvegia  | 1:47,37 |
| 7    | Eirik Schau Giskås       | Norvegia  | 1:47,47 |
| 8    | Oscar Zimmer             | Norvegia  | 1:47,60 |
| 9    | Jaakko Tapanainen        | Finlandia | 1:47,88 |
| 10   | Oscar Andreas Sandvik    | Norvegia  | 1:48,04 |

Località: Narvik

Data: 3 aprile

#### Supergigante
| Pos. | Atleta                   | Nazione  | Tempo   |
| ---- | ------------------------ | -------- | ------- |
| 1    | Fredrik Møller           | Norvegia | 1:01,50 |
| 2    | Atle Lie McGrath         | Norvegia | 1:01,62 |
| 3    | Lucas Braathen           | Norvegia | 1:01,72 |
| 4    | Markus Nordgård Fossland | Norvegia | 1:02,15 |
| 5    | Leif Kristian Haugen     | Norvegia | 1:02,16 |
| 6    | Rasmus Windingstad       | Norvegia | 1:02,18 |
| 7    | Alexander Steen Olsen    | Norvegia | 1:02,35 |
| 8    | Oscar Andreas Sandvik    | Norvegia | 1:02,36 |
| 9    | Tollef Haugen            | Norvegia | 1:02,54 |
| 10   | Simen Sellæg             | Norvegia | 1:02,59 |

Località: Hemsedal

Data: 25 aprile

#### Slalom gigante
| Pos. | Atleta                   | Nazione   | Tempo   |
| ---- | ------------------------ | --------- | ------- |
| 1    | Alexander Steen Olsen    | Norvegia  | 2:10,17 |
| 2    | Henrik Kristoffersen     | Norvegia  | 2:11,86 |
| 3    | Timon Haugan             | Norvegia  | 2:12,76 |
| 4    | Atle Lie McGrath         | Norvegia  | 2:13,01 |
| 5    | Theodor Brækken          | Norvegia  | 2:13,42 |
| 6    | Jesper Wahlqvist         | Norvegia  | 2:13,51 |
| 7    | Christian Oliveira Søvik | Norvegia  | 2:13,55 |
| 8    | Sindre Myklebust         | Norvegia  | 2:13,64 |
| 9    | Eduard Hallberg          | Finlandia | 2:13,82 |
| 9    | Mikkel Remsøy            | Norvegia  | 2:13,82 |

Località: Narvik

Data: 4 aprile

#### Slalom speciale
| Pos. | Atleta                     | Nazione  | Tempo   |
| ---- | -------------------------- | -------- | ------- |
| 1    | Alexander Steen Olsen      | Norvegia | 1:41,57 |
| 2    | Timon Haugan               | Norvegia | 1:42,62 |
| 3    | Henrik Kristoffersen       | Norvegia | 1:43,16 |
| 4    | Sebastian Foss Solevåg     | Norvegia | 1:43,47 |
| 5    | Eirik Hystad Solberg       | Norvegia | 1:44,16 |
| 6    | Oscar Zimmer               | Norvegia | 1:44,25 |
| 7    | Theodor Brækken            | Norvegia | 1:44,91 |
| 8    | Hans Grahl-Madsen          | Norvegia | 1:45,09 |
| 9    | Filip Wahlqvist            | Norvegia | 1:45,15 |
| 10   | Hermann Fjeldavlie Linberg | Norvegia | 1:45,77 |

Località: Narvik

Data: 5 aprile

#### Combinata
| Pos. | Atleta                   | Nazione   | Tempo   |
| ---- | ------------------------ | --------- | ------- |
| 1    | Oscar Zimmer             | Norvegia  | 2:32,58 |
| 2    | Henrik Røa               | Norvegia  | 2:33,51 |
| 3    | Fredrik Møller           | Norvegia  | 2:34,13 |
| 4    | Theodor Brækken          | Norvegia  | 2:34,16 |
| 5    | Elian Lehto              | Finlandia | 2:34,19 |
| 6    | Jaakko Tapanainen        | Finlandia | 2:34,29 |
| 7    | Emil Nyberg              | Svezia    | 2:34,36 |
| 8    | Simen Sellæg             | Norvegia  | 2:34,77 |
| 9    | Eirik Schau Giskås       | Norvegia  | 2:35,01 |
| 10   | Markus Nordgård Fossland | Norvegia  | 2:35,70 |

Località: Narvik

Data: 1º aprile

### Donne

#### Discesa libera
| Pos. | Atleta                    | Nazione  | Tempo   |
| ---- | ------------------------- | -------- | ------- |
| 1    | Ragnhild Mowinckel        | Norvegia | 1:28,21 |
| 2    | Inni Holm Wembstad        | Norvegia | 1:29,27 |
| 3    | Carmen Sofie Nielssen     | Norvegia | 1:29,62 |
| 4    | Pia Møller                | Norvegia | 1:30,11 |
| 5    | Malin Sofie Sund          | Norvegia | 1:30,23 |
| 6    | Pernille Dyrstad Lydersen | Norvegia | 1:31,13 |
| 7    | Malin Holten-Sund         | Norvegia | 1:31,30 |
| 8    | Emilie Reinert Stene      | Norvegia | 1:31,68 |
| 9    | Nora Hall                 | Norvegia | 1:33,47 |
| 10   | Mathilde Haugdal Bugge    | Norvegia | 1:34,42 |

Località: Narvik

Data: 3 aprile

#### Supergigante
| Pos. | Atleta                          | Nazione  | Tempo   |
| ---- | ------------------------------- | -------- | ------- |
| 1    | Ine Haugland                    | Norvegia | 1:06,15 |
| 2    | Carmen Sofie Nielssen           | Norvegia | 1:06,34 |
| 3    | Inni Holm Wembstad              | Norvegia | 1:06,37 |
| 4    | Pernille Dyrstad Lydersen       | Norvegia | 1:07,15 |
| 5    | Malin Holten-Sund               | Norvegia | 1:07,17 |
| 6    | Malin Sofie Sund                | Norvegia | 1:07,53 |
| 7    | Mathilde Greibrokk              | Norvegia | 1:07,63 |
| 8    | Mariel Kufaas                   | Norvegia | 1:07,68 |
| 9    | Emilie Kaasa                    | Norvegia | 1:07,77 |
| 10   | Hólmfríður Dóra Friðgeirsdóttir | Islanda  | 1:08,06 |

Località: Hemsedal

Data: 26 aprile

#### Slalom gigante
| Pos. | Atleta                        | Nazione  | Tempo   |
| ---- | ----------------------------- | -------- | ------- |
| 1    | Mina Fürst Holtmann           | Norvegia | 2:15,05 |
| 2    | Ragnhild Mowinckel            | Norvegia | 2:15,57 |
| 3    | Andrine Mårstøl               | Norvegia | 2:16,37 |
| 4    | Pernille Dyrstad Lydersen     | Norvegia | 2:16,85 |
| 5    | Bianca Bakke Westhoff         | Norvegia | 2:17,10 |
| 6    | Mariel Kufaas                 | Norvegia | 2:17,47 |
| 7    | Madeleine Sylvester-Davik     | Norvegia | 2:18,80 |
| 8    | Ine Haugland                  | Norvegia | 2:19,39 |
| 9    | Amalie Harildstad Bjørnsgaard | Norvegia | 2:19,77 |
| 10   | Inni Holm Wembstad            | Norvegia | 2:19,84 |

Località: Narvik

Data: 4 aprile

#### Slalom speciale
| Pos. | Atleta                        | Nazione  | Tempo   |
| ---- | ----------------------------- | -------- | ------- |
| 1    | Mina Fürst Holtmann           | Norvegia | 1:47,73 |
| 2    | Mariel Kufaas                 | Norvegia | 1:47,84 |
| 3    | Andrine Mårstøl               | Norvegia | 1:48,83 |
| 4    | Christina Jacobsen            | Norvegia | 1:50,20 |
| 5    | Thea Emilie Benth Jellum      | Norvegia | 1:51,21 |
| 6    | Trine Bruvoll                 | Norvegia | 1:51,38 |
| 7    | Ine Haugland                  | Norvegia | 1:51,72 |
| 8    | Anine Thoresen                | Norvegia | 1:51,80 |
| 9    | Amalie Harildstad Bjørnsgaard | Norvegia | 1:52,61 |
| 10   | Josephine Ronnestad Brodwall  | Norvegia | 1:52,71 |

Località: Narvik

Data: 5 aprile

#### Combinata
| Pos. | Atleta                        | Nazione  | Tempo   |
| ---- | ----------------------------- | -------- | ------- |
| 1    | Pernille Dyrstad Lydersen     | Norvegia | 2:17,89 |
| 2    | Inni Holm Wembstad            | Norvegia | 2:19,10 |
| 3    | Pia Møller                    | Norvegia | 2:19,33 |
| 4    | Carmen Sofie Nielssen         | Norvegia | 2:19,35 |
| 5    | Christina Jacobsen            | Norvegia | 2:20,25 |
| 6    | Malin Sofie Sund              | Norvegia | 2:20,65 |
| 7    | Ine Haugland                  | Norvegia | 2:20,67 |
| 8    | Nora Hall                     | Norvegia | 2:20,68 |
| 9    | Amalie Harildstad Bjørnsgaard | Norvegia | 2:22,56 |
| 10   | Emilie Reinert Stene          | Norvegia | 2:22,86 |

Località: Narvik

Data: 1º aprile